# Má Vlast
Má Vlast (Mijn Vaderland) is een cyclus van zes symfonische gedichten, geschreven in de periode 1874-1878 door de Tsjechische componist Bedřich Smetana. Het is een voorbeeld van programmamuziek.
In Má Vlast combineerde Smetana de vorm van het symfonisch gedicht - bedacht door Franz Liszt - met de idealen van de nationalistische muziek die men in Tsjechië kende in het einde van de 19e eeuw. Elk gedicht beschrijft een aantal aspecten van het landschap, de geschiedenis of de sagen en legenden van Bohemen.
Uitvoeringen van de complete cyclus zijn relatief zeldzaam, maar het tweede symfonische gedicht Vltava (De Moldau) behoort tot de meest gespeelde orkestwerken uit de periode van de romantiek.   

## Programma en muzikale interpretatie

### Vyšehrad

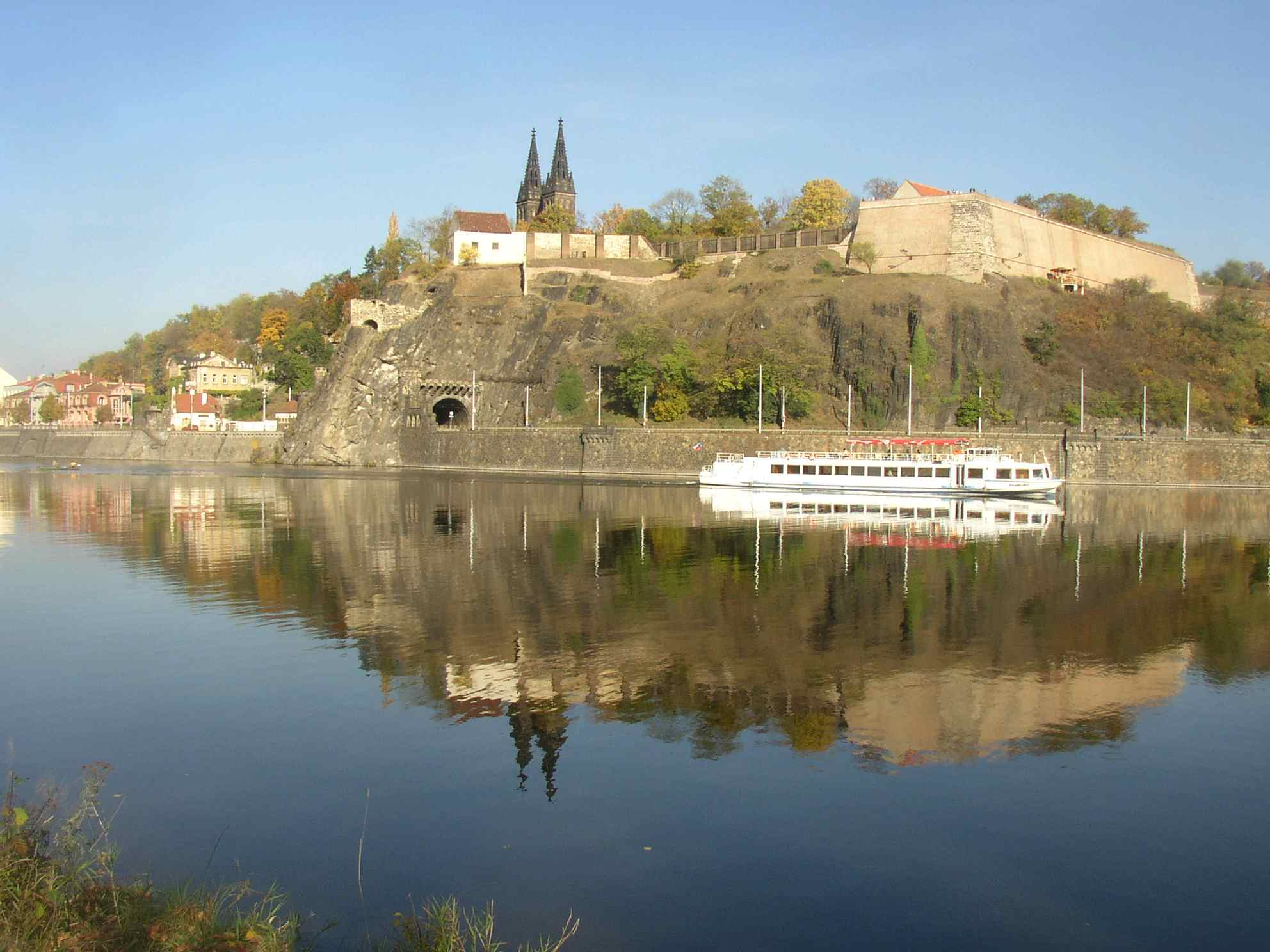
Vyšehrad gezien over de Vltava

Het eerste gedicht, Vyšehrad (Het Hoge Kasteel), is geschreven vanaf september 1874 tot 18 november 1874. Het werk ging op 14 maart 1875 in première. Het symfonisch gedicht beschrijft het kasteel Vyšehrad dat in Praag ligt. In het kasteel woonden verscheidene Tsjechische koningen. 
Het gedicht begint met het geluid van de harp van de hofzanger Luimir, dat overgaat in het geluid van alle wapens in het kasteel. In het volgende stuk beschrijft Smetana de geschiedenis van het kasteel, waarna we een mars horen. De harp klinkt weer, en we worden weer herinnerd aan de schoonheid van het kasteel. Nu klinkt de rivier de Vltava, waarna wordt afgesloten met wederom de klanken van de hofzanger Luimir op de harp.

### Vltava

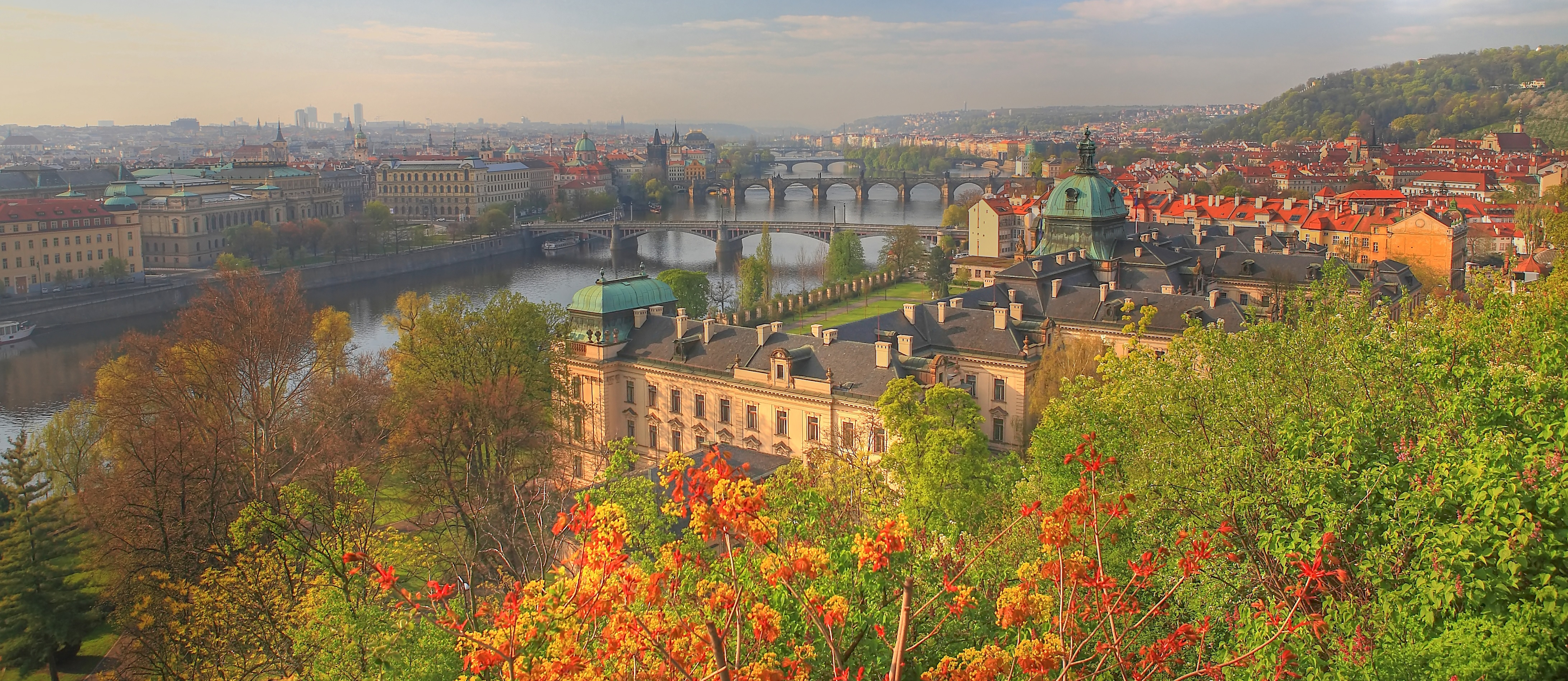
Vltava, die door Praag stad stroomt

Het tweede gedicht, Vltava (De Moldau) is door Smetana geschreven tussen 20 november 1874 en 8 december 1874. Hij schreef het stuk eerst als een piano soloversie, en arrangeerde het later voor orkest. De première was op 4 april 1875. Vltava is verreweg het bekendste werk van Smetana. 
Vltava schetst een tocht door het Boheemse land langs de Vltava. Aan het begin beschrijft een snel thema in de twee fluiten het geborrel van twee kleine bronnen. De stroompjes vloeien samen en vormen het begin van de rivier. Er klinkt een bezielende en beeldende melodie, waarachter de strijkers weer het geborrel van de twee kleine bronnen laten horen; deze melodie is in feite niet Tsjechisch maar afkomstig uit Vlaanderen (als Ik zag Cecilia komen, eind 17e eeuw) of Noord-Italië (als La Mantovana). Terwijl de rivier de Vltava door het bos stroomt, imiteert de kopersectie van het orkest het geluid van een jachthoorn, en roept zo beelden op van de jacht verderop in het landschap. 
Daarna verandert de muziek in een polka, als de rivier langs een plek stroomt waar gasten tijdens een bruiloft aan het dansen zijn. Vervolgens beelden de strijkers, met zacht spel, een groepje mythologische waternimfen uit. Dan nadert de Vltava de hoofdstad Praag, de bekkens slaan en de trommels roffelen als het water de stroomversnellingen van St. Jan boven de stad bereikt. Het gedicht eindigt in een jubelende sfeer, als de Vltava door Praag heen stroomt en zich dan samenvoegt met de Elbe.
In dit stuk "kleurde" Smetana de muziek om zo het geluid van de machtigste rivier van de Bohemen, de Vltava, weer te geven. 
Smetana schreef over zijn compositie: 
"De compositie beschrijft de loop van de Vltava, beginnend bij de twee kleine bronnen, waarna de samenkomst volgt. De Vltava komt door bossen en weides, door het landschap waar boeren een bruiloft vieren, de dans van de waternimfen in het maanlicht: op nabij gelegen rotsen prijken kastelen, paleizen en ruïnes. De Vltava stroomt St. Jans stroomversnellingen in, waarna hij verbreedt en naar Praag stroomt langs kasteel Vyšehrad. Dan verdwijnt hij magisch in de verte, eindigend in de Elbe." 

### Šárka

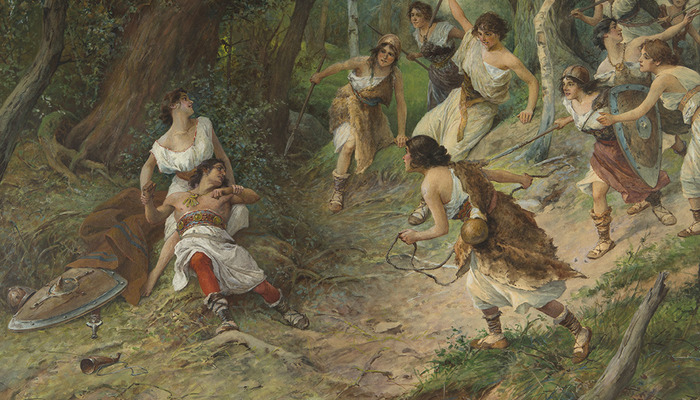
Šárka en Ctirad

Het derde gedicht, Šárka, werd op 20 februari 1875 voltooid. Het gedicht is genoemd naar de Amazonekoningin Šárka, die wraak zwoer jegens de moordenaars van Libuše. In dit sprookje (en Smetana's symfonische gedicht) bindt Šárka zichzelf vast aan een boom om zo als lokaas te dienen. Ze wacht aan de boom totdat ze zal worden gered door prins Ctirad. Ze wisselen woorden en de prins wordt snel verliefd. Ze trouwen snel en ze deelt aan de moordenaars drank uit. Wanneer ze in slaap vallen, laat Šárka haar hoorn schallen, waarop de andere Amazonevrouwen komen en alle moordenaars vermoorden.

### Z českých luhů a hájů
Het vierde gedicht Z českých luhů a hájů (Uit Bohemens wouden en beemden) werd voltooid op 18 oktober 1875. De première was op 10 december 1878.
De muziek begint dramatisch, maar verglijdt al spoedig in een lyrische sfeer, waarin vogels zingen, bomen ruisen in de wind en waterstroompjes kabbelen. Dit op de achtergrond kabbelende geluid wordt, net zoals in Vltava, door de strijkers uitgevoerd. Dan klinkt er een statig thema, door de hoorns gespeeld, dat uitdrukking geeft aan het wezen van de natuur. Nu hoort men de klanken van een polka, die de bevlogen volksdansen van de boeren weergeeft. Ten slotte, met op de achtergrond het borrelend geluid van de waterstroom, komen alle thema's uit het stuk samen en de muziek eindigt met een majestueuze presentatie van het volledige orkest, die een gevoel van opgewektheid en optimisme achterlaat.

### Tábor
Het vijfde gedicht, Tábor, werd voltooid op 13 december 1878 en ging in première op 4 januari 1880. Het gedicht gaat over de stad Tábor, die in het zuiden van Bohemen ligt en een belangrijke geografische rol had in de Hussietenoorlogen.

### Blaník
Het zesde gedicht, Blaník, werd voltooid op 9 maart 1879 en ging tegelijk met Tábor in première op 4 januari 1880. Beide gedichten hangen sterk met elkaar samen. Ze gaan beide over de oorlogen in de 15e eeuw, waarbij de Hussieten, volgelingen van de kerkhervormer Jan Hus, hun religieuze overtuigingen bevochten.
Het verhaal van Blaník begint op het moment dat de Hussieten een nederlaag hebben geleden en zich terugtrekken op de berg Blaník. Volgens de overlevering vielen ze daar in slaap, in afwachting van het moment dat ze weer voor hun vaderland moesten vechten. Smetana maakt hier, net als in Tábor, gebruik van de hymne van de Hussieten, 'Gij strijders voor God', om de tocht van de ridders naar de berg Blaník met een thema, door het orkest in hoog tempo uitgevoerd, te begeleiden. 
Eeuwen later, terwijl de ridders slapen, klinkt op de berghellingen de fluit van een herdersjongen. Een hoorn antwoordt dat de ridders nog altijd bereid zijn voor het vervolg van de strijd. Ten slotte keren thema's terug uit Vyšehrad, het eerste gedicht van  Má Vlast. Deze thema's vertegenwoordigen een nationaal symbool van de Tsjechen - de rots Vyšehrad, gelegen aan de Moldau (Vltava), in Praag - en, met hun edele en majesteitelijke akkoorden, de glorie van Bohemen.

## Trivia
- Toen Smetana het eerste symfonisch gedicht Vyšehrad schreef was hij al helemaal doof geworden door syfilis.
- Má Vlast wordt weleens de meest nationalistische muzikale uiting van de 19e eeuw genoemd.
- Toen de communisten in Praag na de Fluwelen Revolutie niet meer aan de macht waren, kwam dirigent Rafael Kubelík, die lang buiten Tsjechië had moeten leven, op uitnodiging van Václav Havel terug. Hij dirigeerde in 1990 het concert ter opening van het Festival Praagse Lente met een uitvoering van Má Vlast.
- In 2002, bij de overstroming van de Moldau, begon Bar-le-Duc-water juist een reclamecampagne met deze muziek (lekker water) en met name Vltava, eerst met het hoofdthema en daarna met een ander gedeelte uit Vltava (dansende pakken water).